# Neom
Neom (arabisch نيوم Niyum, DMG Niyūm, Eigenschreibweise NEOM) ist ein von der Regierung Saudi-Arabiens projektiertes, im Bau befindliches Siedlungsprojekt auf einer Fläche von 26.500 km². Es liegt im Nordwesten des Landes unweit des Golfs von Akaba an der Küste des Roten Meeres. Neom wurde 2017 vorgestellt und ist Teil des Projekts Saudi Vision 2030. Ursprünglich hatte Neom vier räumlich getrennte Bauprojekte umfasst; 2023/24 stieg deren Zahl auf 15. Das Hauptprojekt ist die bis 2045 als 170 km lange Bandstadt mit neun Millionen Einwohnern geplante „The Line“. Die Projektziele für The Line gelten ausländischen Beobachtern bereits als gescheitert, wurden von der saudischen Regierung allerdings noch nicht verworfen. Weitere Projekte sind u. a. die Ferienresorts „Sindalah“ und „Trojena“.
Neom soll ein eigenes Rechtssystem bekommen; die im übrigen Saudi-Arabien geltende Scharia soll nicht zur Anwendung kommen. Bei der Gestaltung sollen die Investoren ein bedeutendes Mitspracherecht bekommen.
Initiiert wurde das Projekt durch Kronprinz Mohammed bin Salman. Es ist als Meilenstein in der Zukunftsplanung des Landes für die Ära nach der Ölförderung gedacht und ist ein Versuch Saudi-Arabiens, seine Einkünfte im Zuge des weltweiten Einbruchs der Ölpreise im Jahr 2014 zu diversifizieren.
Das Projekt war Gegenstand mehrerer Kontroversen um negative Umweltauswirkungen und vor allem um Menschenrechte, bei denen es um die Vertreibung der lokalen Bevölkerung, Todesstrafen, eine missbräuchliche Arbeitskultur und den Einsatz von Überwachungstechnologien ging.

## Etymologie
Der Name „Neom“ ist ein Kofferwort; die ersten drei Buchstaben bilden die Vorsilbe neo (altgriechisch νέος néos, deutsch ‚neu‘-), und das „m“ steht sowohl für den Namensanfang des saudischen Kronprinzen Mohammed bin Salman als auch für den ersten Buchstaben des Wortes für „Zukunft“ (arabisch مستقبل, transkribiert: mustaqbal, Hejazi-Aussprache: [mʊsˈtaɡbal]).

## Hintergrund
Planstädte gab es in vielen Epochen der Geschichte der Menschheit, sie finden sich in der griechischen Antike, im alten China, in den spanischen Kolonialstädten des 16. Jahrhunderts ebenso wie in den Zentren vieler Großstädte der heutigen USA.
Auch in Saudi-Arabien ist es nicht das erste Mal, dass man sich zum Aufbau einer Planstadt verpflichtet hat: Zum Zeitpunkt der Projektvorstellung waren weitere vier Megastädte im Bau, darunter die King Abdullah Economic City (KAEC).

## Geschichte
Für Neom ist ein 26.500 Quadratkilometer großes Gebiet vorgesehen (etwas weniger als die Fläche Belgiens), das im Nordwesten des Landes am Roten Meer und an der Grenze zu Ägypten und Jordanien liegt. Neom soll eine unabhängige Wirtschaftszone werden, die über ein eigenes Rechts- und Steuersystem verfügt, aber politisch nicht souverän ist.
Neom soll seinen Energiebedarf ausschließlich aus Wind- und Sonnenkraft speisen. Das Projekt hat zum Ziel, die Wirtschaft Saudi-Arabiens unabhängiger vom Öl zu machen. 2025 soll der erste Bauabschnitt fertiggestellt sein. Dienstleistungen und Standardprozesse sollen „zu 100 Prozent automatisiert“ sein und „von Robotern ausgeführt“ werden.
Für Neom sind Stand 2017 Investitionen in Höhe von bis zu 500 Milliarden US-Dollar vorgesehen, für die Saudi-Arabien garantiert. Ein Großteil des Geldes soll vom saudischen Staatsfonds PIF (Public Investment Fund) kommen. Zur Finanzierung beitragen soll auch der Börsengang von Saudi Aramco. Ein Ziel des Projekts ist es, ausländisches Kapital und Investoren in das Königreich zu holen; dafür sollen entsprechend Hürden abgebaut werden. Gefördert werden sollen neue Ökonomiebereiche, um die Wirtschaft auf eine breitere Grundlage zu stellen – darunter Biotechnologie, Energie und Wasser sowie die mediale Entwicklung.
Der deutsche Manager Klaus Kleinfeld war von Herbst 2017 bis August 2018 an der Spitze des Projekts Neom zuständig, wo er als persönlicher Berater des Kronprinzen Mohammed bin Salman fungierte. Im August 2018 wurde er zum Chef des Verwaltungsrates von Neom berufen (Stand 2018).
Am 3. Juli 2018 wurde Kleinfeld als neuer Berater von Muhammed bin Salman ab dem 1. August 2018 bekannt gegeben. Nadhmi Al-Nasr wurde ab dem 1. August 2018 sein Nachfolger als neuer Direktor von Neom.
Am 29. Januar 2019 hat Saudi-Arabien die Gründung einer geschlossenen Aktiengesellschaft mit dem Namen NEOM angekündigt. Das Ziel dieses Unternehmens, das sich zu 100 Prozent im Besitz des Staatsfonds Public Investment Fund (PIF) befindet, ist die Entwicklung der neuen Wirtschaftszone Neom, für deren Entwicklung 500 Milliarden US-Dollar aufgebracht werden sollen.
Im Juni 2019 wurde der Flughafen Neom eröffnet und Linienverbindungen nach Riad und al-Wadschh aufgenommen. Erste Erdbauarbeiten für The Line begannen im November 2021 und im März 2022 gründete NEOM das Unternehmen Enowa zur Entwicklung von erneuerbaren Energien, grünem Wasserstoff und abfallfreier Entsalzung.
Am 29. März 2022 erfolgte ebenfalls die Grundsteinlegung für die Anlage der NEOM Green Hydrogen Company zur Herstellung von grünem Wasserstoff und Ammoniak. Die Leitung des Projektes, für dessen Realisierung fünf Milliarden US-Dollar veranschlagt sind, hat der niederländische Manager Peter Terium (Stand 2022).
2023 und 2024 wurden elf weitere Bauprojekte für Neom vorgestellt: Leyla, Epicon, Siranna, Utamo, Norlana, Aquellum, Zardun, Xaynon, Elanan, Gidori und Treyam.
Im April 2024 wurden Berichte veröffentlicht, dass bis zum Jahr 2030 nur etwa 2,5 km von The Line fertiggestellt werden können und weniger als 300.000 Menschen die beiden Gebäude dann beziehen können. Im Februar 2024 begann Saudi-Arabien, Kredite zur Finanzierung aufzunehmen, zudem sollen islamische Anleihen (Sukuk) ausgegeben werden.

## Siedlungsprojekte

### Initiierung der Projekte (2017)

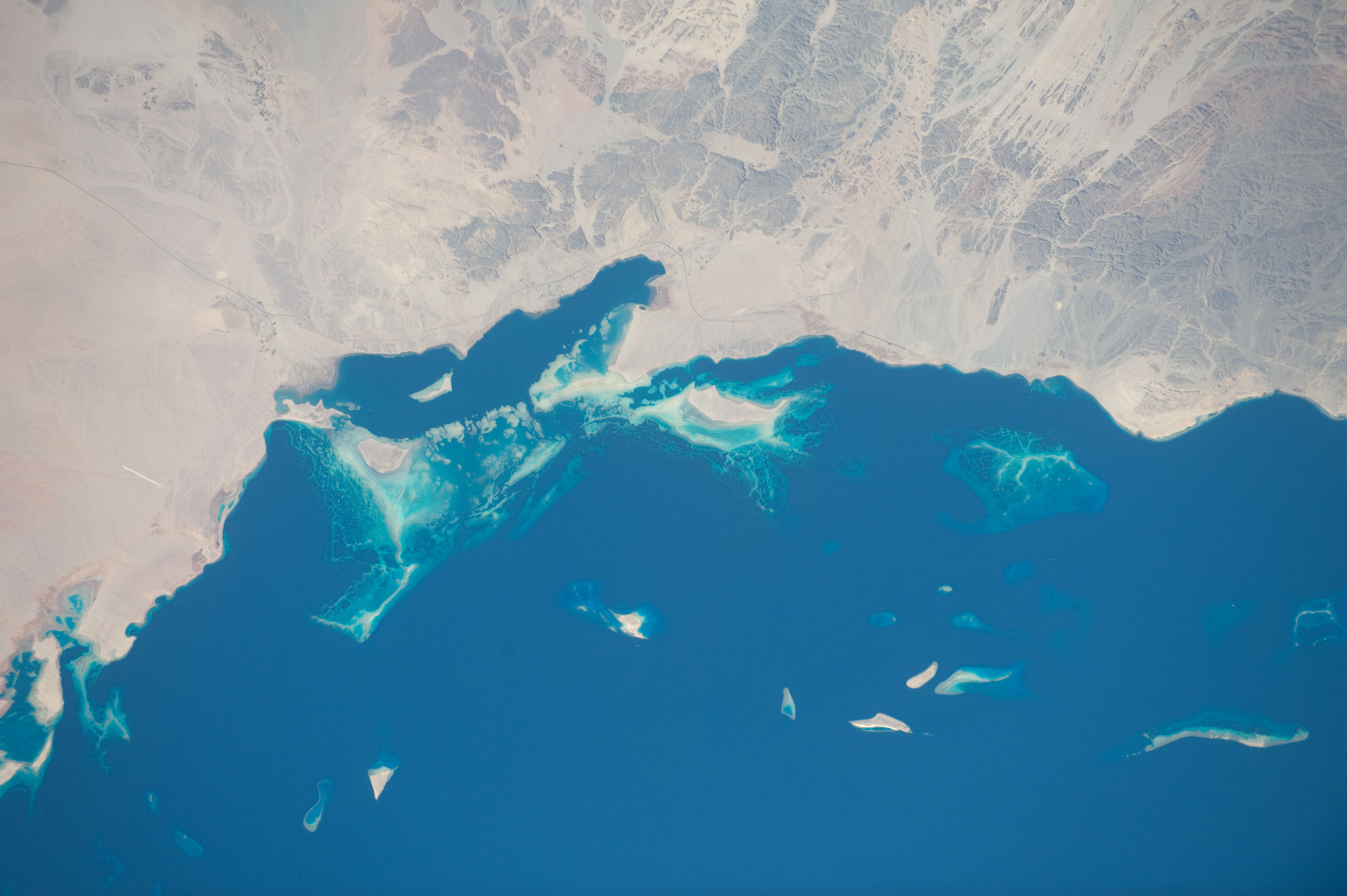
Küste und Inseln, Halbinsel Neom (Mitte)

#### Neom Bay
Neom Bay sollte nach ursprünglichen Plänen eine Stadt am Golf von Akaba und der erste realisierte Teil von Neom werden. Einige Vorhaben wurden bereits realisiert, darunter der Flughafen Neom, ein Krankenhaus und ein Golfplatz. Das Projekt wird zurzeit nicht mehr vermarktet.

#### Oxagon
Oxagon (ursprünglich Neom Industrial City genannt) ist das Projekt eines teilweise schwimmenden Industriekomplexes in Form eines Achtecks (Oktagon). Er soll etwa 25 Kilometer nördlich der Hafenstadt Duba liegen und sich über eine Fläche von etwa 200–250 Quadratkilometern erstrecken, von denen etwa 40 Quadratkilometer die Stadt bilden sollen.
Der Schwerpunkt des Projekts liegt auf moderner Fertigung, industrieller Forschung und Entwicklung sowie dem Ausbau des Hafens von Duba. Die Pläne für den Komplex umfassen eine Meerwasserentsalzungsanlage, ein Wasserstoffwerk und ein ozeanographisches Forschungszentrum. Hier wird auch das kognitive multinationale Unternehmen Tonomus (ursprünglich NEOM Tech & Digital Company) angesiedelt sein, das als erstes Tochterunternehmen aus der NEOM hervorgegangen ist.

#### The Line
Im Januar 2021 wurde The Line vorgestellt. Geplant war ursprünglich eine 170 km lange Bandstadt für eine Million Einwohner. Oberhalb eines schnurgeraden unterirdischen Verkehrswegs, der nur von einer Hochgeschwindigkeits-U-Bahn sowie autonom fahrenden Fahrzeugen befahren werden soll, sollten „city modules“ entstehen, innerhalb derer kein Fußweg länger als fünf Minuten dauern soll.
Oberirdischer Verkehr sollte Fußgängern und Radfahrern vorbehalten bleiben. Eine Reise mit der U-Bahn soll von einem Ende zum anderen in 20 Minuten möglich sein. Im Juli und August 2022 wurde ein Entwurf veröffentlicht, der den Ansatz der verbundenen „city modules“ verwirft und ein einziges, 170 km langes, 500 m hohes und 200 m breites Gebäude vorsieht, das Platz für nun neun Millionen Menschen bieten sollte. Dabei fand die siedlungsuntypische längliche Ausdehnung mit erhöhten Verbindungszeiten besondere Aufmerksamkeit. Motorisierten Individualverkehr sollte es nicht mehr geben; alle Wege sollen zu Fuß, mit Aufzügen oder mit der U-Bahn im Fuß des Gebäudes erledigt werden. Im Jahr 2024 wurde publik, dass die Länge der Stadt auf 2,4 Kilometer abgeändert wurde.

#### Sindalah
Im Dezember 2022 kündigte Neom Pläne für Sindalah an, einen 1.100.000 Kubikmeter großen Luxusresortkomplex vor der Küste der Stadt, der über einen Yachthafen mit 86 Liegeplätzen und drei Luxushotels verfügen und täglich bis zu 2400 Besucher beherbergen könnte.

#### Trojena
Unter dem Namen Trojena (arabisch تروجينا) soll ein Winter- und Bergsport-Resort auf einer Höhe von 1.500 bis 2.600 Metern über dem Meer entstehen. Trojena liegt etwa 50 km von der Küste entfernt und soll eine Fläche von 57 km² einnehmen.
Die Winter-Asienspiele 2029 sollen in Trojena abgehalten werden. Die Vergabe an die Retortenstadt erfolgte in Oktober 2022 durch das asiatische Olympia-Komitee. Dazu soll die Stadt bis 2026 fertiggestellt werden.

#### Landwirtschaft
Neom plant, 6500 Hektar des umliegenden Landes in landwirtschaftliche Nutzflächen umzuwandeln und dabei in hohem Maße auf gentechnisch veränderte Nutzpflanzen zu setzen.

### Projekterweiterung (2023/2024)

#### Aquellum
Im Januar 2024 kündigte Neom Aquellum an, eine „unterirdische, digitalisierte Gemeinschaft der Zukunft“, die „die architektonischen Prinzipien umkehren wird, um sich in die Natur zu integrieren“. Das als „umgedrehter Wolkenkratzer“ beschriebene Gebäude wird in einen 450 m hohen Berg gegraben und über einen Unterwasserplatz zugänglich sein.

#### Epicon
Das am Golf von Akaba geplante Luxushotel Epicon soll aus zwei futuristischen Türmen bestehen, von denen einer 225 Meter und einer 275 Meter hoch sein wird. Die Türme sollen 41 Zimmer mit 14 Suiten und Apartments umfassen. Nicht weit vom Hotel entfernt ist das Epicon-Resort mit 120 Zimmern und 45 Strandvillen geplant.

#### Leyja
Leyja ist ein geplantes Tourismusprojekt bei dem, nach Angaben der Saudi Press Agency 95 Prozent der Fläche von Leyja als Naturraum erhalten bleiben. Leyja umfasst insgesamt drei Hotels, mit 120 Boutique-Zimmern und Suiten die gleichmäßig auf die Häuser verteilt sind. Die drei Hotels sind das Oasis Hotel, das Wellness Hotel und das Adventure Hotel das vom niederländischen Architekten Büro Office for Metropolitan Architecture (OMA) entworfen wurde.

#### Norlana
Norlana ist „eine hochmoderne Lifestyle-Gemeinschaft“, die am Golf von Akaba liegen soll. In über 700 Luxusimmobilien sollen 3.000 Menschen Platz finden. Außerdem soll es dort einen Yachthafen geben, einen Golfplatz und viele andere Möglichkeiten, besonders für Wassersportarten.

#### Sirana
Das ebenfalls an der Küste des Golfs von Akaba geplante Luxus- und Wellnesshotel soll zwischen Felsformationen und der Bucht entstehen. Das Gebäude aus sechseckigen Säulen wird 65 Zimmer und 35 Residenzen beherbergen.

#### Utamo
Geplant sind Mehrzweckaufführungsräume, für Musik, Theater, Ausstellungen sowie VIP-Lounges und Restaurants. Für die große Halle ist ein 64 Meter hoher Eingang geplant.

#### Zardun
Auf einer Fläche von vier Quadratkilometern ist die Restaurierung einer Oase und eine Aussichtsplattform geplant. Außerdem sind drei Boutique-Hotels mit insgesamt 100 Zimmern und Suiten sowie eine Vielzahl von Sport- und Freizeitaktivitäten vorgesehen.

## Erschließung und Infrastruktur

### Landverkehr
Vorgesehen ist die Querung über die Straße von Tiran mit einer Brücke zwischen den Inseln Tiran und Sanafir, die lange Zeit zwischen Saudi-Arabien und Ägypten umstritten waren. Mit der Brücke entstünde eine Landverbindung von Nordafrika auf die Arabische Halbinsel und damit nach Vorderasien unter Umgehung Israels.

### Luftverkehr
Der Flughafen Neom wurde bereits 2019 eröffnet und ist an das nationale Flugnetz angebunden. Am 1. Dezember 2021 wurde bekannt, dass für Neom bei der baden-württembergischen Firma Volocopter zehn Flugtaxis und fünf Schwerlastdrohnen bestellt wurden.

### Wasserstoff- und Ammoniakgewinnung
Nach der Inbetriebnahme werden die Projektpartner der NEOM Green Hydrogen Company (NEOM, ACWA Power und Air Products & Chemicals) die Anlage betreiben, um Wasserstoff zu produzieren, der in den Anlagen von Air Products & Chemicals anschließend zu Ammoniak synthetisiert wird, wobei kein Kohlendioxid in die Atmosphäre emittiert wird (grünes Ammoniak). Die Anlage zur Produktion von 1,2 Millionen Tonnen grünem Ammoniak pro Jahr soll nach Herstellerangaben die Auswirkungen von fünf Millionen Tonnen Kohlendioxid pro Jahr neutralisieren. Die Aufnahme der Produktion ist für 2026 geplant.
An der Anlage ist auch Thyssenkrupp Nucera beteiligt. Ab 2026 soll das Gas über den Hafen von Duba exportiert werden.

## Rezeption
In einem Interview mit Deutschlandfunk Kultur bezeichnete Sebastian Sons von der Deutschen Gesellschaft für Auswärtige Politik das Projekt als „Versuch, Saudi-Arabien in Bezug auf Modernität und wirtschaftliche Entwicklung international in die ‚Pole Position‘ zu rücken“. Ein „neues Silicon Valley“ solle entstehen. Das Ausmaß des Projekts sei gigantisch.
Die Journalistin und Nahostexpertin Gudrun Harrer meint, dass man es trotz „PR-Maschinerie“ und wenig konkreter Angaben nicht als bloßen Werbegag abtun könne, wenn der Kronprinz des streng salafistischen Königreichs erkläre, „auf einen moderaten Islam setzen zu wollen“.
Der Schweizer Journalist und Nahostexperte Fredy Gsteiger verweist darauf, dass es in Saudi-Arabien an eigenem Kapital, qualifizierten Arbeitskräften und transparenten Standards fehle, um das Projekt zu realisieren. Nun solle „eine Art Hype kreiert“ werden, um ausländische Investoren anzulocken. Ähnliche Großprojekte wie Masdar in Abu Dhabi zeigten, dass dies scheitern könne.
Die Online-Redaktion der Zeit stellte 2018 fest, dass keine der sechs seit 2005 angekündigten saudischen Retortenstädte funktioniere und dass Mohammed bin Salman Einwände von Kritikern kontert mit „Neom ist kein Ort für konventionelle Leute und für konventionelle Firmen“ und „Hier entsteht ein Ort für die Träumer von einer neuen Welt.“

## Kritik

### Hohe Sterblichkeitsraten
Bei Bauprojekten in Saudi-Arabien, die Teil der "Saudi Vision 2030" sind und auch die Megastadt NEOM umfassen, werden alarmierend hohe Sterblichkeitsraten unter ausländischen Arbeitern aus Ländern wie Indien, Bangladesch und Nepal verzeichnet. Offiziellen Angaben zufolge werden 70 bis 80 Prozent der Todesfälle als "natürliche Ursachen" klassifiziert. Untersuchungen und Berichte von Menschenrechtsorganisationen zeichnen jedoch ein anderes Bild. Eine ITV-Dokumentation aus dem Jahr 2024 berichtet von etwa 21.000 Todesfällen unter ausländischen Arbeitern seit Baubeginn im Jahr 2017. Zudem sollen rund 100.000 Arbeiter als vermisst gelten. Arbeiter berichten von extremen Bedingungen, wie 16-Stunden-Arbeitstagen an 14 aufeinanderfolgenden Tagen bei Temperaturen von bis zu 50 °C. Viele fühlen sich wie "gefangene Sklaven" und müssen hohe Geldstrafen zahlen, um ihre Arbeitsverhältnisse beenden zu können.
Regierungsquellen aus den Herkunftsländern der Arbeiter bestätigen, dass ein Großteil der Todesfälle als "natürlich" eingestuft wird: Indien: 74 Prozent von 1.420 Todesfällen, die 2023 bei der indischen Botschaft in Riad registriert wurden. Bangladesch: 80 Prozent von 887 Todesfällen in den ersten sechs Monaten des Jahres 2024. Zwischen 2008 und 2022 starben laut Regierungsangaben aus Bangladesch mehr als 13.685 ihrer Staatsbürger in Saudi-Arabien. Nepal: 68 Prozent von 870 Todesfällen zwischen 2019 und 2022. Human Rights Watch dokumentierte Fälle, in denen Arbeiter an ihrem Arbeitsplatz zusammenbrachen und später starben, deren Tod aber offiziell nicht als arbeitsbedingt galt.

### Zwangsumsiedlung und Todesstrafen
Die Pläne zum Bau von NEOM sehen die Zwangsumsiedlung von ca. 20.000 alteingesessenen Beduinen vor; viele protestierten gegen das Vorhaben. Medien berichten von Umsiedlungen, immer mehr Stammesangehörige setzten sich zur Wehr. Die saudische Menschenrechtsorganisation Alqst berichtet von mehreren Verhaftungen von Beduinen, die sich weigerten, ihre Häuser zu verlassen.
Besonders öffentlichkeitswirksam ging Abdulrahim al-Howeiti vor, der sich in einer Videobotschaft an seine Landsleute wandte – seine Heimat stehe zum Verkauf. Kurz darauf wurde er von Regierungskräften getötet. Abdulrahim gehörte dem al-Howeitat-Stamm an, der seit Jahrhunderten den Südwesten Jordaniens, den Sinai und den Nordwesten Saudi-Arabiens besiedelt. In einem Video erzählt er, dass seine Heimatstadt Al-Khuraybah als eine der ersten weichen solle. Er sprach von „Zwangsumsiedlung“ und „Staatsterror“ und rechnete mit Mohammed bin Salmans Herrschaft ab: Die einheimische Bevölkerung müsse verschwinden, um über einer Million Ausländern ein Luxusleben zu ermöglichen. Seitdem reißt die Kritik an den Behörden nicht ab. Die Menschenrechtsorganisation Alqst wirft ihnen vor, die Ermordung „zu vertuschen“, indem sie Mitglieder seines Stammes mit fünfstelligen Summen bestechen, um ihn zu verleugnen und „ihre Treue zu erneuern“.
Seit Anfang 2021 wurden mehrere Dörfer in der Gegend ganz oder teilweise abgerissen und die Bewohner zwangsumgesiedelt. 2022 wurden drei protestierende Bewohner zum Tode und weitere zu teils extremen Haftstrafen bis zu 50 Jahren verurteilt. Der Bruder eines Verurteilten wurde bereits im April 2020 von saudischen Spezialkräften in seinem Haus erschossen, als er sich gegen die Räumung wehrte.
Im Mai 2023 verurteilte die saudi-arabische Regierung sechs Mitglieder des Stammes der Howeitat wegen ihres Widerstands gegen die geplante Stadtentwicklung wegen Terrorismus. Drei der Verurteilten empfingen die Todesstrafe, während die anderen drei zu Haftstrafen zwischen 27 und 50 Jahren verurteilt wurden. UN-Sonderberichterstatter, die im Auftrag des Amtes des Hohen Kommissars der Vereinten Nationen für Menschenrechte tätig sind, bestreiten die Richtigkeit der Anklagen und der Verurteilung und erklären, dass die Männer „wegen Widerstands gegen Zwangsräumungen“ verhaftet wurden, und behaupten, dass die Inhaftierten gefoltert wurden.

### Unternehmenskultur
Im Mai 2022 berichteten ehemalige Mitarbeiter laut The Wall Street Journal (WSJ), dass der Geschäftsführer des Neom-Projekts, Nadhmi al-Nasr, eine Unternehmenskultur gefördert habe, die „Ausländer erniedrigte, überzogene Forderungen beinhaltete und Diskriminierung am Arbeitsplatz nicht bekämpfte“. Nasr, der zum Leiter von Neom ernannt worden war, wurde laut Aussagen von aktuellen und ehemaligen Mitarbeitern beschuldigt, seine Angestellten mit Vorwürfen überhäuft und eingeschüchtert zu haben.
Im Jahr 2022 wurden zwei Siedlungsprojekte zusammengelegt, während bei den drei verbleibenden Projekten die im Ausland tätigen Führungskräfte gingen und die leitenden Angestellten ausgetauscht wurden.
Im September 2024 berichteten WSJ und andere Medien erneut von Verfehlungen des Managements, insbesondere des Public-Affairs- und Marketing-Teams um Wayne Borg, und von rassistischen Äußerungen gegenüber direkten Angestellten und sonstigen Mitarbeitern, sowie eine Ignoranz gegenüber der Kenntnis wiederkehrender Todesfälle und Hierarchien zuungunsten der lokalen Arbeiter.

### Asiatische Winterspiele 2029
Im Oktober 2022 wurde Neom als Austragungsort der Asiatischen Winterspiele 2029 bekannt gegeben, eine Entscheidung, die wegen ihrer negativen Umweltauswirkungen kritisiert wurde. Angesichts der zunehmenden Besorgnis über die globale Erwärmung warf das Projekt zahlreiche Fragen auf, die von den zu erwartenden hohen Temperaturen in der Wüste über die Auswirkungen auf die Energieversorgung und die Umleitung der lokalen Wasserressourcen bis hin zum Bau von künstlichen Skipisten reichten. Raphael Le Magoariec, ein Politikwissenschaftler und Spezialist für die Geopolitik des Sports in den Golfstaaten, sagte, dass Riad „vor allem seine Stadt der Zukunft fördern“ wolle.

### Digitale Überwachung
Die schlechte Menschenrechtsbilanz Saudi-Arabiens und der Missbrauch von Spionage und Überwachungstechnologie zum Ausspionieren seiner Bürger, die in deren Privatsphäre und Sicherheit eingreift, erwiesen sich nach Ansicht von Experten für digitale Rechte jedoch als Hindernis in dieser Situation.
Der Forscher Vincent Mosco, der sich mit den sozialen Auswirkungen der Technologie befasst, erklärte: „Die Bedenken hinsichtlich der Überwachung sind berechtigt“ und fügte hinzu, dass „es sich in der Tat um einen Überwachungsstaat handelt.“ Das saudische Ministerium für Kommunikation und Informationstechnologie reagierte nicht auf die Bitten von Experten für digitale Rechte und Forschern um Stellungnahme.

### Andere Kritikpunkte
Im Juli 2020 wurde ein Sponsoring der League-of-Legends-Europameisterschaft von der professionellen League-of-Legends-Community, einschließlich Spielern und Mitarbeitern der Liga, kritisiert. Die Kritik konzentrierte sich auf Menschenrechtsverletzungen durch die saudische Regierung, insbesondere auf ihre Haltung zu LGBT-Rechten. Als Ergebnis der Kritik wurde das Sponsoring innerhalb weniger Stunden nach der Ankündigung abgesagt.
Einige der Illustrationen für das Neom-Projekt stammten aus den Gardens by the Bay in Singapur, was Kommentatoren zu der Bemerkung veranlasste, dass „die Verwendung einer tatsächlichen Aufnahme von Singapur zur Darstellung eines bevorstehenden Bauprojekts in Saudi-Arabien eine seltsame Wahl ist“.